# Conotrachelus varians
Conotrachelus varians – gatunek chrząszcza z rodziny ryjkowcowatych.

## Zasięg występowania
Ameryka Południowa, występuje w Argentynie.

## Budowa ciała
Ciało krótkie, zaokrąglone w zarysie. Przednia krawędź pokryw nieznacznie szersza od przedplecza. Na ich powierzchni wyraźne podłużne żeberkowanie. Przedplecze okrągłe w zarysie w tylnej części, z przodu bardzo nieznacznie zwężone. Ciało pokryte rzadką, długą jasną szczecinką.
Ubarwienie ciała brązowe z licznymi ciemniejszymi plamami.